# Hipocótilo

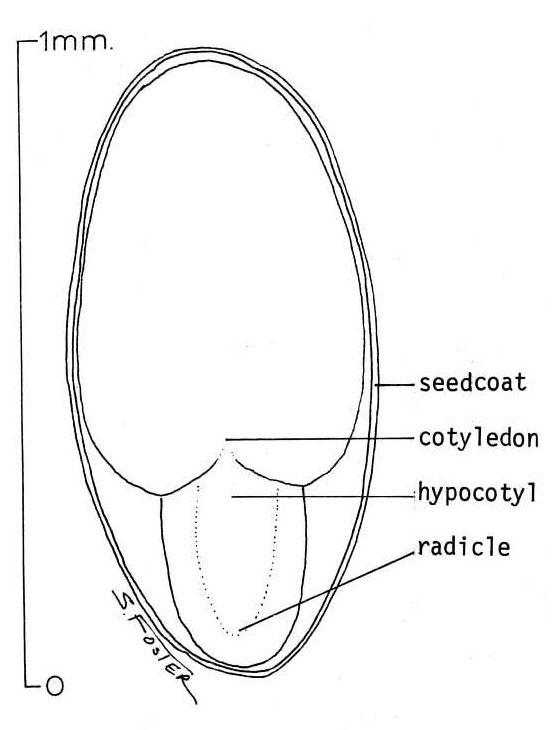
Diagrama da semente de salgueiro Salix scouleriana, indicando a posição do hipocótilo:
1. invólucro
2. cotilédone
3. hipocótilo
4. radícula.

Hipocótilo (hipo = abaixo; cotiledon = cotilédone) é a parte do eixo (caule) do embrião ou plântula situada entre o ponto de inserção dos cotilédones e aquele em que tem início a radícula.

## Descrição
O hipocótilo (abreviação de caule hipocotiledonar, significando abaixo da folha da semente) é o caule de uma plântula em germinação, encontrado abaixo dos cotilédones (folhas da semente) e acima da radícula (raiz).
Hipocótilo é o termo usado em botânica descritiva para referir a uma parte da planta que germina a partir de uma semente. É o caule da plântula, presente na semente, entre os cotilédones e a radícula.
Quando a embriogénese ocorre, à medida que o embrião cresce durante a germinação, emite um rebento (a radícula), que se tornará a raiz principal à medida que penetra no solo. Após a saída da radícula, o hipocótilo emerge elevando o ápice da plântula (e geralmente também o invólucro da semente) acima do nível do solo, carregando as folhas embrionárias (chamadas "cotilédones") e a "plúmula", que dá origem às primeiras folhas verdadeiras. O hipocótilo é o primeiro órgão de expansão da plântula, e desenvolve-se para formar o seu caule.

### Eudicots
À medida que o embrião da planta cresce na germinação, emite um rebento chamado radícula que se torna a raiz primária, penetrando depois no solo. Após a emergência da radícula, o hipocótilo emerge e eleva a ponta de crescimento (geralmente incluindo o revestimento da semente) acima do solo, carregando as folhas embrionárias (chamadas cotilédones) e a plúmula que dá origem às primeiras folhas verdadeiras. O hipocótilo é o principal órgão de extensão da planta jovem e desenvolve-se no caule da planta.

### Monocots
O desenvolvimento inicial de uma plântula de monocotiledónea, como os cereais e outras gramíneas, é um pouco diferente. Uma estrutura chamada coleóptilo, essencialmente uma parte do cotilédone, protege o jovem caule e a plúmula à medida que o crescimento os empurra para cima através do solo. Um mesocótilo, a parte da planta jovem que fica entre a semente (que permanece enterrada) e a plúmula, estende o rebento até à superfície do solo, onde as raízes secundárias se desenvolvem logo abaixo da plúmula. A raiz primária da radícula pode então não se desenvolver mais. O mesocótilo é considerado como sendo parcialmente hipocótilo e parcialmente cotilédone.
Nem todas as monocotiledóneas se desenvolvem como as gramíneas. A cebola desenvolve-se de uma forma semelhante à primeira sequência descrita acima, o revestimento da semente e o endosperma (reserva alimentar armazenada) são puxados para cima à medida que o cotilédone se estende. Mais tarde, a primeira folha verdadeira cresce a partir do nó entre a radícula e o cotilédone em forma de bainha, rompendo o cotilédone para crescer para além dele. 

## Orgão de armazenamento
Nalgumas espécies, o hipocótilo aumenta de tamanho como órgão de armazenamento. Exemplos incluem os géneros Cyclamen, Gloxinia e Apium. Em Cyclamen este órgão de armazenamento é um tubérculo.

## Alongamento do hipocótilo
Um dos ensaios amplamente utilizados no domínio da fotobiologia é a investigação do efeito de alterações na quantidade e qualidade da luz no alongamento do hipocótilo. É frequentemente utilizado para estudar os efeitos de promoção do crescimento e de repressão do crescimento da aplicação de hormonas vegetais como o etileno.
Sob condições normais de luz, o crescimento do hipocótilo é controlado por um processo chamado fotomorfogénese, enquanto que o sombreamento das plântulas evoca uma rápida resposta transcricional que regula negativamente a fotomorfogénese e resulta num aumento das taxas de crescimento do hipocótilo. Esta taxa é mais elevada quando as plantas são mantidas na escuridão, através de um processo chamado escotomorfogénese, que contrasta com a fotomorfogénese.